# Стражник

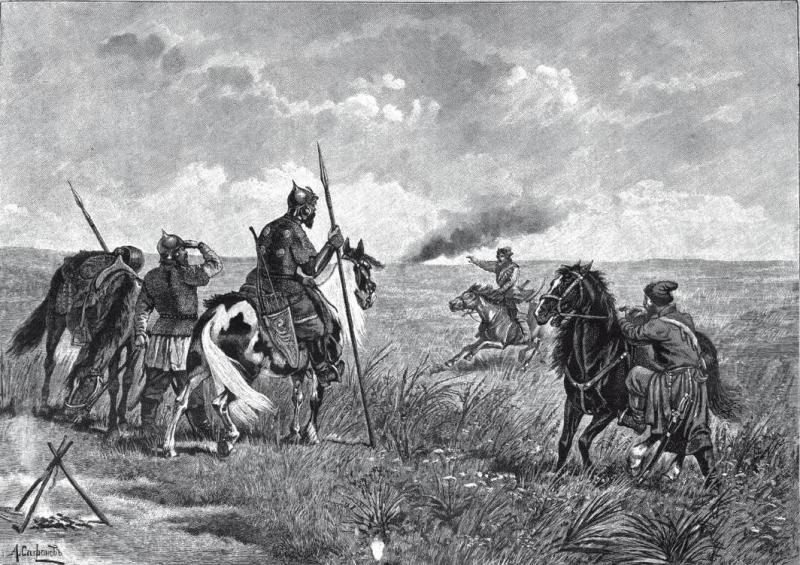
Стражники границы (пограничный караул).

Стра́жник — просторечное название нижних чинов в специальных видах стражи, в Российской империи:
- таможенной (с 1819 года);
- пограничной (с 1894 года);
- сельской (с 1903 года)[1];
- земской[2].

и общее название лиц, охраняющих или несущих охрану кого-либо, чего-либо.

… . Отец девушки предложил ей, когда преступление было обнаружено, удалиться из его дома. Но так как она не хотела, то он послал одного из своих стражников разыскать самого последнего человека в королевстве. Стражник привёл человека, который выжигал в лесу уголь. …— Н. Г. Гарин-Михайловский. Корейские сказки, записанные осенью 1898 года. — СПб.: «Энергия», 1904. — С. 177

## История

### Таможня
В 1827 году таможенная стража Российской империи получила военную организацию: в каждом таможенном округе были образованы бригады или полубригады, разделённые на роты, которые состояли из конных объездчиков и пеших стражников. Объездчики и стражники набирались из полков кавалерийских и пехотных. В 1835 году повелено было таможенным стражникам именоваться Пограничной стражей, состав которой в 1878 году был значительно увеличен.

### окПС
Пограничная стража, учреждена с целью воспрепятствования водворению из-за границы товара, не оплаченного установленной пошлиной (контрабанда), а также тайного переходу через границу империи лиц, желающих по каким-либо противозаконным целям избежать таможни.
В 1893 году Указом Александра III путём выделения Отделения пограничного надзора Департамента таможенных сборов Министерства финансов России в особое формирование был создан Отдельный корпус пограничной стражи. Корпус подчинялся министерству финансов, руководитель которого был шефом спецформирования, непосредственное руководство войсками осуществлял командир Корпуса, который по статусу приравнивался к начальнику военного округа или начальнику главного управления военного министерства.
Пограничный стражник — один из нижних чинов вольнонаёмного окПС. Должность вводится в 1894 году.

### Полиция
Полицейский стражник — один из нижних чинов вольнонаёмной уездной полицейской стражи, составной части сельской полиции, в Российской империи. Должность вводится в 1903 году в полиции сельских районов России, вместо имевших явно недостаточную компетенцию выборных сотских. Просторечное название чина — Стражник. Аналогичная должность в городской полиции называлась «городовые».
Важной мерой по защите населения России в сельской местности от противоправных действий отдельных лиц явилось укрепление полицейского аппарата в сельской местности. По Закону от 5 мая 1903 года в 46 губерниях России вводится вольнонаёмная полицейская стража «для охраны благочиния, общего спокойствия и порядка в местностях, подведомственных уездной полиции». Её главной задачей было пресечение массовых беспорядков, разбоя местного значения с тем, чтобы не отвлекать гарнизонные войска, до этого исполнявшие данные вспомогательные функции.
Должность стражника введена 5 мая 1903 года, все стражники подразделялись на пеших и конных, закреплённых за административно-территориальной единицей, либо находящихся в составе военизированного отряда. Назначались из расчёта: один стражник на 2500 человек местного сельского населения (с 30 октября 1916 года — на 2 000 человек).

Уездная полицейская стража есть, прежде всего, сила в руках губернаторов и уездных исправников для подавления беспорядков и для прекращения разбоя в губерниях и уездах, не прибегая к содействию войск и не отрывая последних от прямых обязанностей…— Циркуляр Министерства внутренних дел, от 12 февраля 1906 года.
Уездная полицейская стража организационно состояла из стражников, распределённых по населённым пунктам, и целостных команд на казарменном положении. Число последних не опускалось ниже 25 % от общего состава. Офицеры назначались из расчёта: один офицер на 300 пеших или 150 конных стражников.
С 26 июля 1906 года была введена должность старшего полицейского стражника. Стражники подчинялись полицейскому уряднику.
Критериями отбора в полицейскую стражу было хорошее здоровье, беспорочное поведение, умение читать и писать. Стражникам предоставлялась форма одежды особого образца, шашка и карабин. Они числились на государственной службе, но прав на пенсию и производство в классные чины не имели.
Стражникам вменялось в обязанность решать широкий круг задач, от противопожарных мероприятий и контроля за состоянием дорог до профилактики государственных преступлений.
Полицейские стражники, как и вся полиция, были упразднены 11 марта 1917 года.

### Земская стража
Земская стража — полицейские команды в губерниях Царства Польского России, для местного надзора за порядком и охранением общественной безопасности в уездах. Учреждена законом 19/31 декабря 1866 года. Была подчинена местному губернскому и уездному начальнику и состояла из начальников земской стражи (помощников Уездных начальников), заместителей (офицеров) и стражников. Обязанности земской стражи были сходны с обязанностями остальной полиции империи. Земская стража была организована на началах, во многом сходных с началами воинской дисциплины и службы, например, оскорбление стражника при исполнении служебных обязанностей приравнивалось к оскорблению часового.

## Образ в искусстве
К образу стражника неоднократно обращались в своих произведениях писатели и поэты, в том числе и античные авторы,  и романтики (Шиллер, «Заговор Фиеско в Генуе»; «Песня ночного стражника» в обработке фон Арнима и Брентано и др.).